# Aristolochia tomentosa
Aristolochia tomentosa là một loài thực vật có hoa trong họ Aristolochiaceae. Loài này được Sims mô tả khoa học đầu tiên năm 1811.